# Hải Lạc Thi Trục Đê thiền vu
Hải Lạc Thi Trục Đê thiền vu (giản thể: 醢落尸逐鞮单于; phồn thể: 醢落尸逐鞮單于; bính âm: Hǎiluòshīzhúdīchányú) hay Hô Hàn Tà thiền vu (呼韓邪單于, ?-55), tên là Bỉ là con trai của Ô Châu Lưu Nhược Đê thiền vu của Hung Nô, ban đầu là Nhật Trục Vương, được lĩnh tám bộ ở nam biên Hung Nô và dân Ô Hoàn. Năm 46, Bồ Nô được lập làm thiền vu, Bỉ không được lập, giữ trong lòng nỗi phẫn hận. Năm 48, Bỉ bí mật phái người Hán là Quách Hành dâng địa đồ Hung Nô, các đại nhân của tám bộ thảo luận rồi lập Bỉ làm thiền vu. Tháng 12, Bỉ tự lập làm Hô Hàn Tà thiền vu, xưng là Nam Hung Nô, Hung Nô lần đầu tiên phân làm hai. Năm 49, tiến đánh Bắc Hung Nô. Về sau đem 4 vạn người xuống phía nam nương nhờ nhà Hán, được nhà Hán cho an trí tại khu vực Hà Sáo.